# Salvador Calderón y Arana
Salvador Calderón y Arana (Madrid, 22 de agosto de 1851-Madrid, 3 de julio de 1911) fue un geólogo, mineralogista, botánico, y zoólogo español, hermano del farmacéutico y químico Laureano Calderón y del escritor Alfredo Calderón.

## Biografía
Nacido en Madrid el 22 de agosto de 1851, fue el tercer hijo de los ocho que tuvieron el abogado y periodista Antonio Calderón e Ignacia Arana. Huérfano de madre a los catorce años de edad y de padre a los veintitrés, cursó bachillerato entre 1860 y 1866 y obtuvo el título de bachiller en Artes en junio de ese último año. Los estudios de Ciencias, sección de naturales, los realizó en la Universidad Central, entre 1866 y 1871, licenciándose un año más tarde porque suspendió el examen de licenciatura el curso anterior. En 1872 se doctora en Ciencias con la tesis ¿Es o no el hombre un animal?. Krausista liberal y perteneciente a la Institución Libre de Enseñanza, tuvo frecuentes problemas a causa de su talante librepensador.
Estudió las rocas volcánicas de Gran Canaria. Su obra más importante es el libro Los minerales de España, el primer libro sobre mineralogía topográfica española, que fue la referencia fundamental durante un siglo. Previamente había publicado una versión más breve en Alemania, con la participación del profesor Conrad Friedrich August Tenne. También publicó, junto con el entomólogo Ignacio Bolívar, el libro de texto Elementos de Historia Natural, con una nueva edición como  Nuevos Elementos de Historia Natural.  Participó en el estudio de la Región Volcánica de Olot y  en los trabajos generales para el Mapa Geológico Nacional de tectónica, geomorfología y paleontología junto a Royo Gómez y Eduardo Hernández Pacheco. También publicó muchos artículos en las revistas de la Real Sociedad Española de Historia Natural.
En 1875, obtuvo la cátedra de enseñanzas medias en las islas Canarias, pero cesó en 1875 cuando el gobierno expulsó de la universidad a otros catedráticos de tendencias krausistas y librepensadoras como Francisco Giner de los Ríos, Patricio de Azcárate, Augusto González de Linares y su hermano Laureano Calderón, y se une al año siguiente a la Institución Libre de Enseñanza fundada a consecuencia de esa disposición y colaboró en su ilustre Boletín (BILE). Tras estar un año impartiendo enseñanza en la ILE, viajó por diversas universidades europeas (Ginebra, Viena, Heidelberg, Múnich, París).
En París se instaló en 1880, y allí fue contratado junto con otro profesor masón de la ILE, el polaco José Leonard, para trabajar en un instituto de enseñanza laica en León, Nicaragua. Pero los mismos problemas se reprodujeron en 1881 cuando protestaron por sus enseñanzas librepensadoras como profesor de ciencias, por lo que tuvo que salir del país. Es rehabilitado en su cátedra de instituto y obtiene plaza en el de Segovia, donde se incorpora al final del curso docente de 1882. Allí estuvo seis años hasta que se trasladó a una cátedra de Historia Natural en la Universidad de Sevilla en 1884. Obtuvo la cátedra de Mineralogía y Botánica en la Universidad Central, en la que estuvo hasta su muerte. Viajó por Centroeuropa para informar sobre la organización de los museos de ciencias naturales y presidió en 1905 la Real Sociedad Española de Historia Natural, en cuyos Anales fue publicando algunos de sus descubrimientos. Investigó en el Museo de Ciencias Naturales, donde era Jefe de la Sección de Mineralogía. Su trabajo es constante: 320 publicaciones, de las que 229 son de mineralogía, 30 de zoología, 29 de botánica, 3 de antropología y 29 de temas diversos. Se ha indicado que muy probablemente perteneció a la masonería.

## Obra (incompleta)
- Los minerales de España, Madrid: Junta para ampliación de estudios e investigaciones científicas, 1910, 2 vols., reimpreso facs. en [Madrid]: [Sociedad Española de Mineralogía], 2000
- Praderas y plantas forrajeras, 1928
- Mineralogía, Barcelona: Manuel Soler, 1901
- Reseña geológica de la provincia de Guadalajara, 1874
- Los volcanes fangosos de Morón, 1891
- Erupción ofítica del ayuntamiento de Molledo, 1877
- Movimientos pliocénicos y postpliocénicos en el Valle del Guadalquivir, 1893